# Preisleiten
Preisleiten ist eine Wüstung in der Gemeinde Modrava, Tschechien. Sie liegt knapp zwei Kilometer nördlich von Modrava.

## Geographie
Die Streusiedlung Preisleiten erstreckte sich rechtsseitig der Vydra an der Rechelbrücke auf einer Waldlichtung entlang eines kleinen Baches an den Hängen des Kainzenberges und Philippshüttenberges. Nordöstlich erheben sich der Sokol (Antigelberg, 1253 m), im Osten der Jelení vrch (Kainzenberg, 1176 m), südlich der Philippshüttenberg (1106 m) sowie im Westen die Adamova hora (Adamsberg, 1077 m). 
Nachbarorte waren Schätzův Les, Antýgl, Výhledy und Bernstein im Norden, Kainzen, Horská Kvilda und Horní Antýgl im Nordosten, Antiglhütte und Vydří Most im Osten, Korýtko und Filipova Huť im Südosten, Modrava im Süden, Vchynice-Tetov II im Südwesten, Rybárna und Brennten im Westen sowie Vchynice-Tetov I im Nordwesten.

## Geschichte
Nachdem Joseph II. von Schwarzenberg im Jahre 1799 die Herrschaft Stubenbach erworben hatte, ließ er den Chinitz-Tettauer Schwemmkanal anlegen, um den Holzreichtum des Böhmerwaldes mittels Flößerei ins Landesinnere verwerten zu können. Um 1800 wurde am Hang über der Rechelbrücke die Holzfällersiedlung Preisleiten angelegt.
Im Jahre 1838 bestand Preisleiten aus sechs verstreuten Häusern. Pfarrort war Außergefield. Bis zur Mitte des 19. Jahrhunderts blieb Moder nach Stubenbach untertänig. 
Nach der Aufhebung der Patrimonialherrschaften bildete Preisleiten ab 1850 einen Ortsteil der Gemeinde Stubenbach bzw. Stadlern II. Anteil im  Gerichtsbezirk Hartmanitz. Ab 1868 gehörte Preisleiten zum Bezirk Schüttenhofen. Im Jahre 1910 lebten in den acht Häusern der Siedlung 73 Personen. Preisleiten wuchs sukzessive weiter an; außerdem entstanden oberhalb der Rechelbrücke  an der Vydra die Ebenmühle und im Wald am Westhang des Philippshüttenberg zwei Einödhäuser. 1924 lösten sich Philippshütten, Preisleiten, Pürstling, Mader und Rachelhütte von Stubenbach los und bildeten eine eigene Gemeinde, die zunächst den Namen Preisleiten trug. 1934 wurde der Gemeindename in Filipova Huť / Philippshütten geändert. Im Jahre 1929 war Preisleiten auf 34 Häuser angewachsen, in denen 258 Deutsche und ein Tscheche lebten. Nach dem Münchner Abkommen wurde Preisleiten dem Deutschen Reich zugeschlagen. Von 1939 bis 1945 gehörte das Dorf zum bayerischen Landkreis Bergreichenstein. Nach dem Zweiten Weltkrieg wurde das Dorf im Zuge der Vertreibung der Deutschen aus der Tschechoslowakei größtenteils abgesiedelt und danach aufgegeben. 
Heute sind von Preisleiten nur noch Reste von Grundmauern im Wald zu finden.

## Sehenswürdigkeiten
- Rechelbrücke